# Eugène Dayot
Pour les articles homonymes, voir Dayot.
Laurent Joachim Dayot, dit Eugène Dayot, est un homme de lettres, poète, polémiste et journaliste réunionnais. Il naît à Saint-Paul de La Réunion le 8 septembre 1810 et meurt le 19 décembre 1852. 
Il est considéré comme l’une des plus grandes figures de l’île. Son roman inachevé Bourbon pittoresque lui permet de s’inscrire dans le paysage littéraire réunionnais. Cet intellectuel engagé se distingue par ses engagements humanistes en faveur de l’abolition de l’esclavage et de la peine de mort. 

## Biographie

### Enfance et formation (1810-1830)
Laurent Joachim Dayot est le fils de l’officier de marine Benoit Joachim Dayot (peintre de mérite et traitant à Madagascar, né à Marseille le 6 juillet 1770, et mort à Madagascar), et de Jeanne Marie Paulin (née le 30 décembre 1793 et morte à Saint-Pierre à l’île Bourbon).
À ses premiers mois, il est confié à une nourrice, sa mère ne pouvant l'allaiter plus longtemps. Selon les propos recueillis par Jean-Marie Raffray auprès du médecin du prosateur, sa constitution fragile serait due à la santé douteuse de sa nourrice.
En 1822, Eugène Dayot a douze ans lorsque sa mère décide de l’envoyer au Collège Raffray, un institut privé de renom à Saint-Paul. Plus tard, il suit les cours d’un précepteur, qui souligne son « ardeur au travail et son aptitude pour les mathématiques ». Au cours de ses jeunes années, Dayot est décrit comme étant « un aimable jeune homme, doux, enjoué, expansif, le cœur vibrant aux mots magiques d’amour et de liberté, une de ces riches natures créoles dont la race commence à s’étioler ». 
En 1828, il commence sa carrière à l’administration coloniale des Ponts et Chaussées, à l’île de La Réunion, puis il démissionne pour rejoindre son père, alors devenu traitant à Madagascar, pendant deux ans. C’est à son retour de la grande île, à l’âge de vingt ans, qu’il commence à développer les premiers symptômes de la lèpre.
Jean-Marie Raffray décrit d’ailleurs la physionomie de son ami malade en ces termes : « Dayot se releva de cette maladie la face meurtrie, le visage sillonné de rides, la vue considérablement affaiblie, les membres mutilés ». 

### Le Créole engagé
En 1839, Eugène Dayot décide de racheter, à Raibaud, Le Glaneur (1832-1839), pour fonder son propre journal Le Créole : feuille de l’île Bourbon. C’est dans les premiers numéros de ce journal que le poète publie son poème le plus célèbre : « Le Mutilé ». 
Dayot mène de front, à travers ses publications, plusieurs combats en faveur des Droits de l’homme. Tout d’abord, celui-ci s’oppose fermement au système colonial de l’époque et s’inscrit dans son temps en promouvant l’abolition de l’esclavage, une dizaine d’années avant le décret de Victor Schœlcher, le 27 avril 1848. Il lutte conjointement, avant la prise de position de Victor Hugo à l’Assemblée, contre la peine de mort, dans son poème « La Hache » : 
Quoi ! l’homme dont l’erreur égare chaque pas

Ne peut donner la vie et donne le trépas !...

C’est en vain que des lois il couvre son cynisme, 

Son pouvoir est un crime et son droit un sophisme.
Le poème, alors publié dans Le Créole, fait scandale auprès de l’élite locale et des maîtres satisfaits du régime en place. Le poète du « Mutilé » participe finalement à un combat abolitionniste déjà affirmé en Europe. L’Angleterre, cinq ans auparavant, en 1834, met un terme à l’esclavage dans ses colonies, dont l’île Maurice, l’île-sœur. Néanmoins, en dépit de son engagement, les opinions de Dayot sont mal reçues. Le parti esclavagiste, qui s’oppose fermement aux positionnements politiques de l’écrivain, possède la presse, les conseils municipaux et le conseil colonial. En 1843, il est donc contraint de vendre Le Créole. Raffray relate la décision de son ami-poète dans son hommage :
« Après maturité d’examen, mais avec une loyale indépendance, le conseil d’oublier les vieilles antipathies coloniales contre la liberté et d’entrer franchement dans la large voie de l’avenir, qu’il essaya de déblayer de toutes les rancunes, de toutes les irritations de l’antique colonialisme ».
Après la vente du Créole pour cinquante mille francs et la perte de ses gains, dans une débâcle commerciale, Eugène Dayot devient clerc de notaire pendant une courte période. Dayot s’engage par la suite dans une carrière de feuilletoniste au Courrier de Saint-Paul (1843-1848), un journal politique, commercial et littéraire qui défend les propriétaires d’esclaves. La devise du journal est « Toutes les propriétés sont inviolables ». C’est dans ce même journal qu’il publie en 1848, sous forme de feuilleton, son roman Bourbon pittoresque. Enfin, ce dernier devient rédacteur au Bien public (1849-1861), anciennement Le Courrier de Saint-Paul, jusqu’à sa mort en 1852.

## Œuvres

### Poésies
Dès son retour de Madagascar, le poète lépreux entame une carrière littéraire. Eugène Dayot s’intéresse à plusieurs genres littéraires dont le roman, la poésie, le théâtre et le genre épistolaire. L’écrivain puise, de façon empirique, dans son quotidien sur l’île, la source de son inspiration poétique. 
Son lyrisme est fortement imprégné par les thèmes romantiques de la mort, de la souffrance, de la nature, de l’amour et de la solitude. D’ailleurs, sa poésie est notamment marquée par son combat contre la lèpre, et le poète l’exprime à travers un Moi en souffrance livré à lui-même. C’est, en effet, dans les vers de son poème « Le Mutilé » qu’il en exprime le mieux la souffrance : 
Vingt ans et mutilé !... voilà quelle est ma part ;

Vingt ans… C’est l’âge où Dieu nous fait un cœur de flamme,

C’est l’âge où notre ciel s’embellit d’un regard.

L’âge où mourir n’est rien pour un baiser de femme,

Et le sort m’a tout pris ! tout… excepté mon cœur !
Jean-Marie Raffray écrit à ce propos : « Ce n’est ni une ode, ni une élégie, ni une méditation ; c’est une lamentation dont chaque vers est un sanglot ». Le poète mutilé relate ses pires peines, dont celles qui le condamnent à mourir seul et sans famille : « Aucun enfant au seuil de mes jours éternels/ne viendront recevoir mes adieux paternels ». 
Raffray propose une analyse de l’écriture dayotienne l’opposant « aux jeunes imitateurs de Victor Hugo » où « le bleu azur domine sans mélange ». Il définit de ce fait le lyrisme de Dayot comme une écriture de la bonne mesure, où rien n’est redondant et de « trop ». L’ami du poète fait sans aucun doute référence au poème « Après une lecture » d’Alfred de Musset dans Poésies Nouvelles où l’auteur condamne ceux qui « écri[vent] trois mots quand il n’en faut que deux ». 
Toutefois, Raffray pointe également les faiblesses de l’écriture du jeune poète, influencé par Alphonse de Lamartine et le romantisme.  Dayot dans son poème « Le Rêve », titre qui fait écho au mouvement romantique, fait appel à une figure de la mythologie grecque : « un lis qu’Éole a fait courber en sa douleur ». Le critique regrette ce choix suranné, qui ne correspond pas aux attentes du mouvement romantique, en opposition avec la tradition classique.

### Revendications régionalistes
L’Œuvre d’Eugène Dayot porte l’empreinte de l’île elle-même, où la végétation pittoresque, devient sujette d’une inspiration nouvelle. C’est notamment au cours d’une expédition à Salazie, en 1834, où il espère que l’eau de source guérira ses blessures, qu’il s’éprend pour les paysages de l’île Bourbon : « car pour celui qui souffre et gémit ici-bas,/la patrie est aux lieux où la douleur n’est pas ». Le poète amène le lecteur sur différentes pistes de Salazie jusqu’au pont de l’Escalier. Jacques Lougnon souligne d’ailleurs dans sa préface de 1964, les connaissances précises de Dayot : « quant à la géographie on ne peut nier que Dayot ait parcouru le pays et l’ait bien observé ». Le préfacier qui s’interrogeait sur la présence des palmiers de « La Brèche » décrits par l’auteur existe réellement à une telle altitude. Par ailleurs, le poète lépreux rencontre au cours de cette expédition Jean-Baptiste Renoyal de Lescouble aussi engagé que lui dans l’abolition de l’esclavage.  
Le poète du « Mutilé » adopte même une position plus radicale en ce qui concerne les rapports entre les habitants de l’île et l’Hexagone. Non seulement, l’écrivain s’engage dans la lutte abolitionniste, mais il dénigre de surcroît l’élite locale qui préfère se tourner vers l’Hexagone. C’est d’ailleurs en ces termes que le créole commence son poème « Salazie » :
Oh ! Dis-moi donc, enfant de la race créole,

D’où vient que pour nos bords ton cœur est sans amour ?

D’où vient que faible encore, ta première parole

Dans l’avenir douteux, semble arrêter le jour

D’un départ sans retour ?
Il continue ainsi : 
« France ! France ! Voilà ce que ton âme crie :

Et la France, dis-moi, vaut-elle ta patrie ?
Eugène Dayot manifeste ainsi son dédain pour cette élite qui méprise leur terre d’origine en faveur d’un gouvernement esclavagiste et méprisant vis-à-vis des colonies. Le journaliste critique cette attitude naïve d’idéalisation du pays lointain. On retrouve là un principe romantique, celui de la recherche de sa place sur terre ; pour Dayot, il est évident que son lieu est l’île de La Réunion. Le feuilletoniste affirme ainsi clairement son opinion en refusant de quitter l’île pour aller en Hexagone, son seul voyage est celui qu’il entreprend pour se rendre à Madagascar.

### Bourbon Pittoresque(1844)
Eugène Dayot, amoureux de l’île, décide de faire valoir son histoire à travers Bourbon pittoresque, qui a pour sous-titre « roman ». L’auteur inscrit donc sa démarche dans un projet littéraire et non historique. Le roman est d’abord publié sous forme de feuilleton dans le Courrier de Saint-Paul en 1844. 
Le romancier a pour projet d’écrire un ouvrage de cinquante chapitres, racontant cette époque héroïque de La Réunion au XVIIIe siècle, pendant les cent premières années de la colonisation. Toutefois, son entreprise prend court à sa mort, l’auteur ne rédige que les douze premiers chapitres, demandant à son ami Raffray de continuer sa fresque mais celui-ci succombe également avant de reprendre ce projet . Dayot glisse dans ces douze premiers chapitres, plusieurs détails historiques comme l’expédition de François Mussard à Maurice, son fusil d’honneur, la personnalité de Mahé de La Bourdonnais, le passage de Monseigneur d’Antioche etc. L'historien Prosper Ève questionne l’œuvre de Dayot pour retirer une connaissance plus précise des Marrons et de leur style de vie. 
L’œuvre traite d’une expédition menée, par le détachement de François Mussard et de Touchard, chasseurs célèbres de Noirs-Marrons, vers les Hauts. S’enchaîne par la suite, un combat sanglant entre les Marrons (Cimendef, Mafate, Diampare, Pyram) et le détachement au sein de la forêt. L’œuvre s’achève sur la rencontre de tous les chefs Marrons de l’île qui se prépare au combat. Dans la préface de 1964, Jacques Lougnon avertit le lecteur de l’avant-propos de Bourbon pittoresque qui est une longue digression. Cet avant-propos est consacré à l’amour de la patrie et le style est, bien qu’au goût du temps, « assez pénible » mais « assez bref ».

## Sépulture
Eugène Dayot est enterré à sa mort au cimetière marin de Saint-Paul. Le 10 juin 1872 a lieu l’inauguration du monument à la mémoire du poète : une stèle de granit surmontée d’une urne funéraire. Ses restes ont été déplacés de son ancien tombeau à une tombe dans l’allée principale du cimetière.
En 1977, la Nouvelle imprimerie dyonisienne, dans la publication de Jacques Lougnon, choisit de reproduire le monument d’Eugène Dayot en guise de page de couverture. 

## Postérité
Le jeudi 18 décembre 2002, à Saint-Paul, à l’initiative des éditions Azalées, des poètes et historiens locaux rendent hommage à Eugène Dayot en l’honneur du 150e anniversaire de sa mort.
En 2012, le journaliste réunionnais Jules Bénard propose une suite à Bourbon pittoresque, sous le titre : Bourbon pittoresque – Le roman mythique d’Eugène Dayot enfin achevé, publié chez Azalées éditions.  
Deux établissements scolaires publics portent son nom à La Réunion :  
- École maternelle Eugène Dayot, 15, rue Maurice Thorez, au Port.
- École primaire Eugène Dayot, 23, rue Evariste de Parny, à Saint-Paul.

Deux rues portent également son nom à Saint-Paul et à Saint-Pierre de La Réunion.